# NICHD Study of Child Care
NICHD Study of Child Care is een studie die in 1991 in Amerika is gestart om de effecten van kinderopvang te onderzoeken. Er werd bij 1364 kinderen gekeken naar 
1. het type opvang (familie of professionele opvang)
2. het aantal uren van opvang
3. de kwaliteit van de opvang

Uit de resultaten bleek dat kinderopvang op 4,5-jarige leeftijd positief geassocieerd is met cognitieve uitkomsten (preacademische vaardigheden, kortetermijngeheugen en taal) en dan vooral bij een hoge kwaliteit van dagopvang. Negatieve sociale uitkomsten werden geassocieerd met de totale hoeveelheid opvang en de tijd in gespendeerd in  kinderdagverblijven. De vraag is natuurlijk of deze uitkomsten te vertalen zijn naar Nederland. Los van deze vraag heeft het onderzoek, wat nog steeds gaande is, behoorlijk wat discussie veroorzaakt.